# Anthony Burgess
Anthony Burgess (25. veljače 1917. – 22. studenog 1993.) bio je britanski romanopisac, kritičar i skladatelj. Također je bio aktivan kao libretist, pjesnik, pijanist, dramski pisac, scenarist, novinar, esejist, putopisac, spiker, prevodilac, jezikoslovac i predavatelj.
Rođen je u Harpurhey, blizu Manchestera na sjeverozapadu Engleske, a veliki dio života je proveo u Jugoistočnoj Aziji, SAD i na Mediteranu.
Burgessova proza uključuje tzv. malajsku trilogiju (The Long Day Wanes), o sumraku Britanskog Imperija na Istoku; kvartet romana Enderbyju, samotnom pjesniku i njegovoj muzi; Nothing Like the Sun, klasičnu spekulativnu rekonstrukciju Shakespeareovog ljubavnog života; kultno istraživanje prirod zla Paklena naranča; i remek-djelo Earthly Powers, panoramsku sagu o 20. stoljeću.
Burgess je pisao kritičke studije o Joyceu, Hemingwayu, Shakespeareu i Lawrenceu, traktate o lingvistici Language Made Plain i A Mouthful of Air, te je bio plodan novinar, pišući na nekoliko jezika.
Preveo je i prilagodio Cyrano de Bergerac, Kralj Edip i Carmen za kazalište; napisao scenarije za mini-serije Jesus of Nazareth i Moses the Lawgiver; izmislio prapovijesni jezik koji se govori u filmu Potraga za vatrom; i skladio Sinfoni Melayu, Simfoniju (No. 3) u C-duru i operu Blooms of Dublin.

## Izabrana djela
(V. Popis Burgessovih djela za potpuni potpis, uključujući glazbena djela.)

### Romani
- Time for a Tiger (1956) (Vol. 1 Malajske trilogije The Long Day Wanes)
- The Enemy in the Blanket (1958) (Vol. 2 trilogije)
- Beds in the East (1959) (Vol. 3. trilogije)
- The Right to an Answer (1960)
- The Doctor is Sick (1960)
- The Worm and the Ring (1960)
- Devil of a State (1961)
- (kao Joseph Kell) One Hand Clapping (1961)
- Paklena naranča (1962)
- The Wanting Seed (1962)
- Honey for the Bears (1963)
- (as Joseph Kell) Inside Mr. Enderby (1963) (Vol. 1 kvarteta Enderby)
- The Eve of St. Venus (1964)
- Nothing Like the Sun: A Story of Shakespeare's Love Life (1964)
- A Vision of Battlements (1965)
- Tremor of Intent: An Eschatological Spy Novel (1966)
- Enderby Outside (1968) (Vol. 2 kvarteta Enderby)
- M/F (1971)
- Napoleon Symphony: A Novel in Four Movements (1974)
- The Clockwork Testament, or Enderby's End (1974) (Vol. 3 kvarteta Enderby)
- Beard's Roman Women (1976)
- Abba Abba (1977)
- 1985 (1978)
- Man of Nazareth (temeljen na scenariju za  Jesus of Nazareth) (1979)
- Earthly Powers (1980)
- The End of the World News: An Entertainment (1982)
- Enderby's Dark Lady, or No End of Enderby (1984) (Vol. 4 kvarteta Enderby)
- The Kingdom of the Wicked (1985)
- The Pianoplayers (1986)
- Any Old Iron (1988)
- Mozart and the Wolf Gang (1991)
- A Dead Man in Deptford (1993)
- Byrne: A Novel (in verse) (1995)

### Poezija
- Moses: A Narrative (1976) (poema)

### Priče
- The Devil's Mode and Other Stories (1989) (zbirka)

### Publicistika
- Little Wilson and Big God, Being the First Part of the Confessions of Anthony Burgess (1986)
- You've Had Your Time, Being the Second Part of the Confessions of Anthony Burgess (1990)
- Homage to QWERT YUIOP: Selected Journalism 1978-1985 (1986), also published as But Do Blondes Prefer Gentlemen?: Homage to Qwert Yuiop and Other Writings
- One Man's Chorus: The Uncollected Writings, ed. Ben Forkner (1998)
- Shakespeare (1970)
- Language Made Plain (1964) (ISBN 0-8152-0222-9)
- A Mouthful of Air: Language and Languages, Especially English (1992) (ISBN 0-688-11935-2)
- Joysprick: An Introduction to the Language of James Joyce (1973)
- Ninety-Nine Novels: The Best in English since 1939 – A Personal Choice (1984)
- New York (1976)
- An Essay on Censorship (pismo Salmanu Rushdieju u stihovima) (1989)
- Rencontre au Sommet (razgovori između Burgessa i Isaac Bashevis Singera u književnom obliku) (1998)

## Vanjske poveznice
- International Anthony Burgess Foundation
- The Anthony Burgess Center  Arhivirana inačica izvorne stranice od 15. travnja 2005. (Wayback Machine), at the University of Angers
- Burgess discusses the Kubrick film of his novel A Clockwork Orange in a TV interview
- Burgess on popular music (TV documentary): http://video.google.com/videoplay?docid=-1396895012402658042&q=anthony+burgess&total=49&start=0&num=10&so=0&type=search&plindex=0%5Bneaktivna+poveznica%5D
- Burgess reads from A Clockwork Orange: http://town.hall.org/radio/HarperAudio/070494_harp_ITH.html
- The Anthony Burgess collection at the University of Angers
- Burgess papers at the University of Texas at Austin: https://web.archive.org/web/20100605134526/http://www.hrc.utexas.edu/research/fa/burgess.hp.html
- The Paris Review interview  Arhivirana inačica izvorne stranice od 24. travnja 2007. (Wayback Machine)
- Second International Anthony Burgess Symposium - "Selves and Others" at Liverpool Hope University